# Operation Foxley
Operation Foxley var en britisk plan under anden verdenskrig om at dræbe Adolf Hitler. Operationen blev aldrig gennemført, men der var planer om at gennemføre den enten den 13. eller 14. juli 1944, da Adolf Hitler besøgte Berghof.